# Hugh Ike Shott
Hugh Ike Shott, född 3 september 1866 i Staunton, Virginia, död 12 oktober 1953 i Bluefield, West Virginia, var en amerikansk republikansk politiker och publicist. Han representerade West Virginia i båda kamrarna av USA:s kongress, först i representanthuset 1929-1933 och sedan i senaten 1942-1943.
Shott utgav tidningen Bluefield Daily Telegraph i Bluefield, West Virginia. Genom mellanhänder lyckades han också utöva kontroll över den konkurrerande tidningen i staden och senare ägde han stadens två ledande radiostationer och efter hans död skaffade arvtagarna till honom stadens enda tv-station i sin ägo. De var sedan 1979 tvungna att sälja tv-stationen efter ett beslut av USA:s högsta domstol, eftersom ett företag ansågs ha en för stark monopolställning inom kommunikationsbranschen i Bluefield.
Shott var postmästare i Bluefield 1903-1912. Han representerade West Virginias femte distrikt i USA:s representanthus under två mandatperioder och kandiderade till en tredje men besegrades i kongressvalet 1932 av demokraten John Kee.
Shott utmanade utan framgång sittande senatorn Matthew M. Neely i senatsvalet 1936. Neely avgick 1941 som senator för att tillträda som guvernör i West Virginia. Joseph Rosier blev utnämnd till senaten fram till fyllnadsvalet 1942. Shott blev invald i senaten fram till slutet av Neelys mandatperiod. Han var inte kandidat i valet som gällde den följande sexåriga mandatperioden. Det valet vanns av W. Chapman Revercomb som efterträdde Shott som senator 3 januari 1943.
Shotts grav finns på Monte Vista Park Cemetery i Bluefield.